# Храм Архангела Михаила (Покойное)
Храм Арха́нгела Михаи́ла — приходской православный храм в селе Покойное Будённовского района Ставропольского края. Входит в состав Свято-Крестовского благочиния Георгиевской епархии Русской православной церкви.
Престольный день: 21 ноября.

## История
Церковь во имя Архангела Михаила в селе Покойном была построена в 1756 году и сегодня является одним из старейших храмов Георгиевской епархии Ставропольской митрополии. В 1851 году она была перестроена.
При советской власти некоторое время использовалась как зернохранилище и подверглась разграблению около 1933 года. После Великой Отечественной войны 1941—1945 годов богослужения в ней возобновились.

## Внешнее и внутреннее убранство
Каменный крестово-купольный храм с двухъярусной колокольней. Окрашен в белый и светло-синий цвета. Большой барабан имеет несколько окон и увенчан большой луковицей с православным крестом. Луковица меньшего размера и также с православным крестом венчает верх колокольни.
В храме один престол, освящённый во имя Архангела Михаила. Есть иконостас и много икон.

## Святыни
- Особо чтимая — Иверская икона Божией Матери.

## Клир
- Иерей Иоанн Кузнецов (настоятель).